# 太陽電池の年表
19世紀、特定の材料に当たる太陽光が検出可能な電流を生成するという光電効果が観察された。この発見は太陽電池の基礎となった。太陽電池は多数の応用で使われており、歴史的には既存の送電網からの電力を使うことができない状況で使われてきた。

## 1800年代
- 1839 - アレクサンドル・エドモン・ベクレルが光にあてた導電性溶液中の電極で起こる光起電力効果を観察する。
- 1873 - ウィルビー・スミス（英語版）がセレンが光伝導性を示すことを発見する。
- 1877 - W.G. AdamsとR.E. Dayが凝固させたセレンの光起電力効果を観察し、セレン電池に関する論文 'The action of light on selenium,' in "Proceedings of the Royal Society, A25, 113を発表する。
- 1883 - チャールズ・フリッツ がデバイスの構成に金の薄膜上にのせたセレンを使うことで1%に満たない効率の太陽電池を開発する[1]。
- 1887 - ハインリヒ・ヘルツが紫外線の光伝導性を調べ、光電効果を発見する。
- 1887 - James Moserが色素増感光電気化学電池について報告する。
- 1888 - エドワード・ウェストン（英語版）が特許US389124, "Solar cell"とUS389125, "Solar cell"を取得する。
- 1888-91 - アレクサンドル・ストレトフが外部光電効果を元にした初の太陽電池を作成する。
- 1894 - Melvin Severyが特許US527377, "Solar cell," とUS527379, "Solar cell"を取得する。
- 1897 - Harry Reaganが特許US588177, "Solar cell"を取得する。
- 1899 - Weston Bowserが特許US598177, "solar storage"を取得する。

## 1900-1929
- 1901 - フィリップ・レーナルトが光の周波数による電子エネルギーの変動を観察する。
- 1904 - ヴィルヘルム・ハルヴァッハス（英語版、ドイツ語版）が半導体接合太陽電池（銅と酸化銅）を作成する。
- 1905 - アルベルト・アインシュタインが量子をもとにして光電効果を説明する論文を発表する。
- 1913 - ウィリアム・ウェーバー・コブレンツがUS1077219, "Solar cell"を取得する。
- 1914 - Sven Ason Berglundが特許"methods of increasing the capacity of photosensitive cells"
- 1916 - ロバート・ミリカンが実験を行い光電効果を証明する。
- 1918 - ジャン・チョクラルスキーが金属の単結晶を成長させる手法を生み出す。この手法は数十年後に単結晶シリコンを製造するのに適合された。
- 1921 - アインシュタインが光電効果における業績でノーベル物理学賞を受賞する。

## 1930-1959
- 1932 - AudobertとStoraが今日でも使われる光起電力材料であるセレン化カドミウム(CdSe)の光起電力効果を発見する。
- 1935 - Anthony H. Lambが特許US2000642, "Photoelectric device"を取得する[2]。
- 1941 - ラッセル・オール（英語版）が特許US2402662, "Light sensitive device"を出願する。
- 1948 - ゴードン・ティールとジョン・B・リトル（英語版）が結晶成長のチョクラルスキー法を単結晶ゲルマニウム（後にシリコンにも）に適合させる[3]。
- 1950年代 - ベル研究所が宇宙活動のための太陽電池を製造する。
- 1953 - ジェラルド・ピアソンがリチウム-シリコン光起電力電池の研究を始める。
- 1954 - 1954年4月25日、ベル研究所が最初の実用的なシリコン太陽電池の発明を発表する[4][5]。すぐに米国科学アカデミー会議でも紹介された。この電池の効率は約6%であった。New York Timesは太陽電池が最終的に「太陽からの限りないエネルギー」の元になると予測した。
- 1955 - ウェスタン・エレクトリックが商用太陽電池技術のライセンスを取得する。Hoffman Electronics-Semiconductor Divisionが$25/cell、$1,785/wattで2%の効率の商用太陽電池を製造する。
- 1957 - AT&Tの譲渡人ら（ジェラルド・ピアソン、ダリル・チャピン、カルビン・フラー）が特許US2780765, "Solar Energy Converting Apparatus"を取得する。彼らはこれを"solar battery"と呼んでいた。Hoffman Electronicsが8%効率の太陽電池を作成する。
- 1957 - モハメド・M・アタラ（英語版）がベル研究所で熱酸化によるシリコン表面パシベーションのプロセスを開発する[6][7]。この表面パシベーションプロセスは、後に太陽電池の効率にとって重要となる[8]。
- 1958 - U.S. Signal Corps LaboratoriesのT. Mandelkornがn-on-pシリコン太陽電池を作成する。これは放射線損傷に対する耐性があり、宇宙で使うのに適している。Hoffman Electronicsは9%効率の太陽電池を製造した。最初の太陽電池を載せた衛星であるヴァンガード1号が 0.1W, 100 cm2のソーラーパネルを載せられ打ち上げられた。
- 1959 - Hoffman Electronicsが10%効率の商用太陽電池を作成し、グリッド接点を使用して電池の抵抗を減らす。

## 1960-1979
- 1960 - Hoffman Electronicsが14%効率の太陽電池を作成する。
- 1961 - "Solar Energy in the Developing World"会議が国際連合で行われる。
- 1962 - Telstarの通信衛星が太陽電池から電力を供給する。
- 1963 - シャープがシリコン太陽電池の実現可能な光電池モジュールを生産する。
- 1964 - 衛星Nimbus Iに太陽を追跡するソーラーパネルが搭載される。
- 1964 - Farrington Danielsの画期的な本Direct Use of the Sun's EnergyがYale University Pressから出版される。
- 1967 - ソユーズ1号が太陽電池を搭載した最初の有人宇宙船となる。
- 1967 - 藤嶋昭が光電気化学電池の加水分解に使われる本多-藤嶋効果を発見する。
- 1968 - Roger Riehlが最初の太陽光発電の腕時計を発表する[9]。
- 1970 - 最初の非常に効率的なGaAsヘテロ構造太陽電池が、ソ連のジョレス・アルフョーロフと彼のチームにより作成される[10][11][12]。
- 1971 - サリュート1号が太陽電池から電力を供給する。
- 1973 - スカイラブが太陽電池から電力を供給する。
- 1974 - Florida Solar Energy Centerが始まる[13]。
- 1974 - Integrated Living SystemsのJ. Baldwinが、co-develops the world's first building (in New Mexico) heated and otherwise powered by solar and wind power exclusively.
- 1976 - RCA LaboratoriesのDavid CarlsonとChristopher Wronskiが、効率2.4%の最初のアモルファスシリコンPV電池を作成する。
- 1977 -コロラド州ゴールデンに太陽エネルギー研究所が設立される。
- 1977 - 太陽電池の世界生産量が500 kWを超える
- 1978 - 最初の太陽電池から電力を供給する電卓[14]。
- 1970年代末: エネルギー危機。建築物、オフグリッドの建物や家を含む太陽光発電やアクティブソーラー、パッシブソーラーなどの太陽エネルギー使用に対する大衆の関心が高まる。

## 1980-1999
- 1980 - John PerlinとKen Buttiの画期的な本A Golden Threadが出版される。この本はギリシア人・ローマ人から現代までの2500年間の太陽技術を扱っている。
- 1980 - デラウェア大学のエネルギー変換研究所(Institute of Energy Conversion)がCu2S/CdS技術を利用して、効率が10%を超える初の薄膜太陽電池を開発する。
- 1981 - IsofotonがAntonio Luqueらによりマドリッドの太陽エネルギー研究所で行われた開発に基づき、両面太陽電池を大量生産する最初の企業となる。
- 1982 - 京セラが、今日の業界標準である鋳造法を用いて多結晶シリコン太陽電池を大量生産する世界初のメーカーとなる。
- 1983 - 世界の太陽光発電の発電量が21.3メガワットを超え、売上高が2億5,000万ドルを超える。
- 1985 - ニューサウスウェールズ大学の太陽光発電工学センター(Centre for Photovoltaic Engineering)が20%効率のシリコン電池を作成する。
- 1988 - 色素増感太陽電池がマイケル・グレッツェルとBrian O'Reganにより作成される。これらの光電気化学電池は電池内の有機色素化合物で動作し、シリコン太陽電池の半分のコストで済む。
- 1988-1991 AMOCO/EnronがSolarexの特許を使い、a-Siの事業でARCO Solarを訴える（Solarex Corp.(Enron/Amoco) v.Arco Solar, Inc.Ddel, 805 Fsupp 252 Fed Digest参照）
- 1989 - 反射型太陽集光器が初めて太陽電池で使われる。
- 1990 - マクデブルク大聖堂が屋根に太陽電池を設置する。これは東ドイツの教会で最初に設置されたものである。
- 1991 - 効率的な光電気化学電池が開発される。
- 1991 - ジョージ・H・W・ブッシュ大統領がアメリカ合衆国エネルギー省に対し国立再生可能エネルギー研究所の設立を指示（既存の太陽エネルギー研究所を移転）
- 1992 - PV Pioneer ProgramがSacramento Municipal Utility District(SMUD)で始まる。これは分散型のグリッド接続PVシステム("roof-top solar")の最初の広範な商業化であった[15]。
- 1992 - サウスフロリダ大学が、15.89%効率の薄膜電池を作成する。
- 1993 - 国立再生可能エネルギー研究所のSolar Energy Research Facilityが設立される。
- 1994 - NRELがGaInP/GaAs二端子集光電池(180 suns)を開発した。これは変換効率が30%を超える初の太陽電池である。
- 1996 - 国立再生可能エネルギー研究所が設立される。スイス連邦工科大学ローザンヌ校のグレッツェルが光電気化学効果を用いる色素増感電池で11%効率のエネルギー変換を実現する。
- 1999 - 全世界で設置されている太陽光発電の総量が1,000メガワットに達する。

## 2000-2018
- 2003 - ジョージ・ブッシュが9kWのPVシステムと太陽熱システムを地面に設置し、ホワイトハウスの建物を維持する[16]。
- 2004 - カリフォルニア州知事アーノルド・シュワルツェネッガーが、2017年までにカリフォルニアの100万個のソーラー屋根のSolar Roofs Initiativeを提案する[17]。
- 2004 - カンザス州知事Kathleen Sebeliusが州知事命令04-05に基づき2015年までにカンザス州で1,000 MWpの再生可能電力の任務を指令する。
- 2006 - 太陽光発電におけるポリシリコンの使用が、他の全てのポリシリコンの使用を初めて上回る。
- 2006 - カリフォルニア公共事業委員会(California Public Utilities Commission)がCalifornia Solar Initiative (CSI)を承認する。これは、11年間の太陽光の開発に対するインセンティブを提供する28億ドルの包括的なプログラムである[18]。
- 2006 - 「太陽電池技術で新たな世界記録が達成される」- 太陽光から電気への障壁である40%効率を打ち破る[19]。
- 2007 - 15MW PPA施設であるNellis Solar Power Plantが建設される。
- 2007 - バチカンが地球資源を節約するために「数年で自身で借りを帰す包括的エネルギー計画」でいくつかの建物にソーラーパネルを設置すると発表する[20]。
- 2007 - デラウェア大学が、独立の確認なしに太陽電池技術の新たな世界記録42.8%の効率を達成したと主張する[21]。
- 2007 - Nanosolarが最初の商用印刷CIGSを出荷し、最終的に$1/watt未満のものを出荷すると主張する[22]。しかし同社はモジュールの技術仕様や現在の販売価格を公開していない[23]。
- 2008 - 太陽電池の効率で新記録が達成される。アメリカ合衆国エネルギー省国立再生可能エネルギー研究所(NREL)の科学者が当たる光の40.8%を電気に変換する光起電力デバイスで太陽電池効率の世界記録を樹立する。しかし、これが達成されたのは326太陽の集中エネルギー下に限られていた。反転変形三重接合太陽電池はNRELで設計、製造、および独立に測定された[24]。
- 2010 - アメリカ大統領バラク・オバマがホワイトハウスに追加のソーラーパネルとソーラー温水器の設置を命じる[25]。
- 2011 - 中国の急成長する工場が、シリコン太陽電池モジュールの製造コストをワットあたり約1.25ドルまで下げる。設置は世界規模で倍増する[26]。
- 2013 - 3年後、オバマ大統領が命じたソーラーパネルがホワイトハウスに設置される[27]。
- 2016 - ニューサウスウェールズ大学のエンジニアらが非焦点の太陽光の電気への変換で効率を34.5%に高めるという新たな世界記録を樹立する。この記録は太陽光から最大エネルギーを抽出するプリズムに埋め込まれた28 cm2の4接合ミニモジュールを使用してUNSWのAustralian Centre for Advanced Photovoltaics (ACAP)により設計された。これは入射光を4つのバンドに分割し、4接合受光器を使用して太陽光の各ビームからより多くの電気を絞り出すことによって行われる[28]。
- 2016 - ファースト・ソーラーがテルル化カドミウムから作られた実験電池を用いて太陽光のエネルギーの22.1%を電気に変換したと発表する。これは現在、世界の太陽光発電市場の約5%を占める技術である[29]。
- 2018 - アメリカに本拠を置きガリウムヒ素(GaAs)PVを専門とするメーカーAlta Devicesが、ドイツのFraunhofer ISE CalLabの認定により太陽電池の変換効率で29.1%の記録を達成したと主張する[30][31]。